# Oost-Thürings voetbalkampioenschap 1916/17
In 1916/17 werd het achtste voetbalkampioenschap van Oost-Thüringen gespeeld, dat georganiseerd werd door de Midden-Duitse voetbalbond. 
FC Carl Zeiss Jena, dat op 15 maart 1917 de naam 1. SV Jena 03 aannam werd kampioen. Vanaf dit seizoen speelden de kampioenen van de verschillende Thüringse competities eerst onderling tegen elkaar voor het ticket naar de Midden-Duitse eindronde. Jena versloeg SV Wacker Gotha met 4-1 en verloor dan van SC Erfurt 1895. 

## 1. Klasse
| Plaats | Club                 | Wed. | W | G | V | Saldo | Ptn.  |
| ------ | -------------------- | ---- | - | - | - | ----- | ----- |
| 1.     | 1. Jenaer SV 03      | 6    | 5 | 0 | 1 | 33:03 | 10:02 |
| 2.     | SC 1903 Weimar       | 6    | 4 | 0 | 2 | 25:18 | 08:04 |
| 3.     | SC 1904 Gera         | 6    | 1 | 1 | 4 | 06:19 | 03:09 |
| 4.     | FV Saalfeld von 1906 | 6    | 1 | 1 | 4 | 08:32 | 03:09 |

|  | Kampioen, geplaatst voor Thüringse eindronde |